# Lejkousznik uroczy
Lejkousznik uroczy (Nyctiellus lepidus) – gatunek ssaka z rodziny lejkouchowatych (Natalidae).

## Taksonomia
Gatunek po raz pierwszy zgodnie z zasadami nazewnictwa binominalnego opisał w 1837 roku francuski zoolog Paul Gervais nadając mu nazwę Vespertilio lepidus. Holotyp pochodził z Kuby. Jedyny przedstawiciel rodzaju lejkousznik (Nyctiellus) który nazwał w 1855 roku również Paul Gervais.
Autorzy Illustrated Checklist of the Mammals of the World uznają ten gatunek za monotypowy.

### Etymologia
- Nyctiellus: gr. νύκτιος nuktios „nocny”, od νυξ nux, νυκτος nuktos „noc”; łac. przyrostek zdrabniający -ellus[10].
- lepidus: łac. lepidus „czarujący, elegancki”, od lepos, leporis „urok, czar”[11].

## Zasięg występowania
Lejkousznik uroczy występuje w Kubie (w tym Isla de la Juventud) i Bahamach (wyspy Eleuthera, Cat, Great Exuma, Little Exuma i Long). Jedyne znane wymarłe populacje znajdowały się na wyspach w archipelagu Bahamów: Andros i New Providence.

## Morfologia
Długość ucha 10–16 mm, długość przedramienia samic 28,1–31 mm, samców 26,6–31 mm; masa ciała samic 2,3–2,7 g, samców 1,9–2,7 g.